# Aurora Ponselé
Aurora Ponselè (Fano, 4 aprile 1992) è una nuotatrice italiana.
Allenata da Emanuele Sacchi.

## Carriera
Nata a Fano, Aurora Ponselè ha iniziato a praticare il nuoto con la Pesaro Nuoto, partecipando nel 2005 alle sue prime finali del campionato italiano giovanile nella specialità dorso.
Dopo avere continuato a gareggiare nei campionati italiani di categoria, cominciandosi a specializzare nello stile libero in vasca, nel 2009 l'atleta ha debuttato ai Campionati italiani estivi di nuoto disputati a Pescara raggiungendo la finale del 27 maggio dei 400 metri misti, registrando un tempo di 4'58"38, oltre a partecipare anche alla finale della staffetta 4x200 metri stile libero. L'anno seguente ha disputato i Campionati italiani primaverili di nuoto svolti a Riccione raggiungendo le finali dei 400m misti e delle staffette 4x100m sl e 4x200 sl; a dicembre dello stesso anno ha pure debuttato ai Campionati italiani invernali gareggiando nella finale dei 400 metri misti.
Il 2012 è stato l'anno della consacrazione internazionale di Aurora Ponselè nel nuoto di fondo, dopo il suo 4º posto ottenuto nei 5 km ai Campionati europei di nuoto disputati a Piombino. L'atleta marchigiana è arrivata dietro la ceca Jana Pechanová con un distacco di 1'33"2. A fine anno è poi arrivato un altro 4º posto ottenuto stavolta ai Campionati italiani invernali negli 800 metri stile libero. La sua definitiva consacrazione è avvenuta nel corso del 2013: dopo tre argenti (negli 800m sl, 1500m sl e nella staffetta 4x200m sl) e un bronzo (nei 400m sl) conquistati agli Assoluti Primaverili, la Ponselè si è guadagnata l'accesso ai XVII Giochi del Mediterraneo di Mersin dove ha vinto l'argento negli 800 metri stile libero; si è inoltre guadagnata l'accesso alla XXVII Universiade di Kazan' dove ha vinto l'argento nella gara dei 10 km. A dicembre si sono infine aggiunti i due titoli vinti nei 400m sl e negli 800m sl ai Campionati invernali, laureandosi per la prima volta campionessa italiana.
Il 2014 si è aperto con i successi ottenuti ai Campionati italiani primaverili di Riccione, con una medaglia d'oro vinta negli 800m sl e un argento vinto nei 1500m sl davanti alla campionessa Martina Grimaldi. A giugno sono invece arrivati i primi titoli nazionali nel nuoto di fondo, dopo gli ori conquistati nella 5 km a cronometro e nei 10 km a Bracciano. Ma il risultato più prestigioso è arrivato il 13 agosto a Berlino con il bronzo conquistato nei 10 km ai Campionati europei di nuoto, dopo essere stata in testa con un ampio vantaggio per oltre metà gara.
Agli Europei di Hoorn 2016 resta ai piedi del podio nella 5 km piazzandosi quarta dietro l'olandese Sharon van Rouwendaal medaglia di bronzo.

## Palmarès
| Mondiali di nuoto       | ---                  | ---                  | 1500 m stile libero | ---          | ---          | 10 km             |
| 2015 Kazan' Russia      | ---                  | ---                  | 8ª 16'09"57         | ---          | ---          | 22ª 1h 59'33"9    |
| Europei di nuoto        | 400 m stile libero   | 800 m stile libero   | 1500 m stile libero | 5 km         | 5 km squadre | 10 km             |
| 2014 Berlino Germania   | 11ª 4'11"21 Batterie | 9ª 8'33"07 Batterie  | 5ª 16'13"20         | ---          | 5ª 56'20"9   | Bronzo 1h 56'08"5 |
| 2016 Hoorn Paesi Bassi  | ---                  | ---                  | ---                 | 4ª 1h00'11"8 | ---          | ---               |
| Europei in vasca corta  | ---                  | 800 m stile libero   | ---                 | ---          | ---          | ---               |
| 2015 Netanya Israele    | ---                  | 13ª 8'33"22 Batterie | ---                 | ---          | ---          | ---               |
| Giochi del Mediterraneo | ---                  | 800 m stile libero   | ---                 | ---          | ---          | ---               |
| 2013 Mersin Turchia     | ---                  | Argento 8'40"70      | ---                 | ---          | ---          | ---               |
| Universiadi             | ---                  | 800 m stile libero   | 1500 m stile libero | ---          | ---          | 10 km             |
| 2013 Kazan' Russia      | ---                  | 4ª 8'40"66           | 4ª 16'24"07         | ---          | ---          | Argento 2h 5'31"9 |

### Campionati italiani
8 titoli individuali e 1 in staffetta, così ripartiti:
- 1 nei 4×200 m stile libero
- 1 nei 400 m stile libero
- 3 negli 800 m stile libero
- 1 nei 1500 m stile libero
- 1 nei 5 km di fondo
- 2 nei 10 km di fondo

| Anno | Edizione    | st.libero 400 m | st.libero 800 m | st.libero 1500 m | st.libero 4×200 m |
| ---- | ----------- | --------------- | --------------- | ---------------- | ----------------- |
| 2013 | Primaverili | 3               | 2               | 2                | 2                 |
| 2013 | Invernali   | 1               | 1               | -                | -                 |
| 2014 | Primaverili | -               | 1               | 2                | 1                 |
| 2014 | Invernali   | -               | 1               | 2                | -                 |
| 2015 | Primaverili | -               | 2               | 1                | -                 |
| 2016 | Estivi      | 2               | 2               | -                | -                 |

Edizioni in acque libere
| Anno | Edizione | crono 5 km | fondo 5 km | fondo 10 km |
| ---- | -------- | ---------- | ---------- | ----------- |
| 2014 | Fondo    | 1          | -          | 1           |
| 2015 | Fondo    | -          | -          | 1           |
| 2016 | Fondo    | -          | 3          | 3           |

## Vita privata
Aurora Ponselè è stata fidanzata con il nuotatore di fondo Simone Ruffini.